# Intentona de Barrios
Se conoce como Intentona de Barrios o Guerra de Reunificación Centroamericana a los intentos de restablecer por la fuerza la unión política de Centroamérica, encabezado por el presidente guatemalteco Justo Rufino Barrios en 1885.

## Antecedentes
Por allá de 1880, Guatemala era gobernada por Rufino Barrios, mismo que era apoyado por el gobierno de Estados Unidos. Barrios buscaba que México renunciara sus derechos del territorio del Soconusco, Chiapas. Estados Unidos buscó a toda costa ser mediador en el conflicto, buscando favorecer a su aliado. Porfirio Díaz, entonces presidente de México, respondió al gobierno guatemalteco que antes de aceptar la renuncia del Soconusco preferiría la guerra, sin embargo, el conflicto fue solucionado durante una convención en 1882. Barrios fracasaría en su primer intento de anexionar nuevos territorios.
Después de fracasar en varios intentos para lograr restablecer la unión regional por medio de negociaciones diplomáticas y varias Conferencias unionistas centroamericanas, el presidente Barrios decidió emprender el restablecimiento de la unidad centroamericana por medio de la fuerza militar, en el convencimiento de que contaría con el respaldo de sus colegas de El Salvador Rafael Zaldívar y de Honduras Luis Bográn.

## Preludio
El 28 de febrero de 1885 Barrios emitió un decreto mediante el cual proclamaba la unión centroamericana, indicando que ese ideal se realizaría por la fuerza si era necesario. En el mismo decreto se arrogaba el carácter de "Supremo Jefe militar de Centroamérica" y disponía que el 1 de mayo siguiente se reuniese en Guatemala una constituyente con quince delegados por país, para emitir una Constitución, escoger una capital y elegir al Presidente. Se declaraba traidores a quienes adversáran el plan y se ofrecían ascensos a los militares que la apoyasen. La Asamblea de Guatemala aprobó enseguida el decreto. Por su parte, el presidente salvadoreño Zaldívar envió el 6 de marzo un telegrama de felicitación a Barrios, cuyo plan fue también acogido con beneplácito por las autoridades de Honduras el 7 de marzo.

### Las reacciones adversas y el tratado de Santa Ana

#### Primeras reacciones
Los gobiernos de Nicaragua y Costa Rica se opusieron rotundamente al decreto y manifestaron la decisión de defender su soberanía. Todo hacía presagiar un sangriento conflicto, a pesar de que el 10 de marzo el secretario de Estado de los Estados Unidos Thomas F. Bayard anunció que su país no aprobaría el uso de la fuerza para restablecer la unión centroamericana.

##### El Salvador

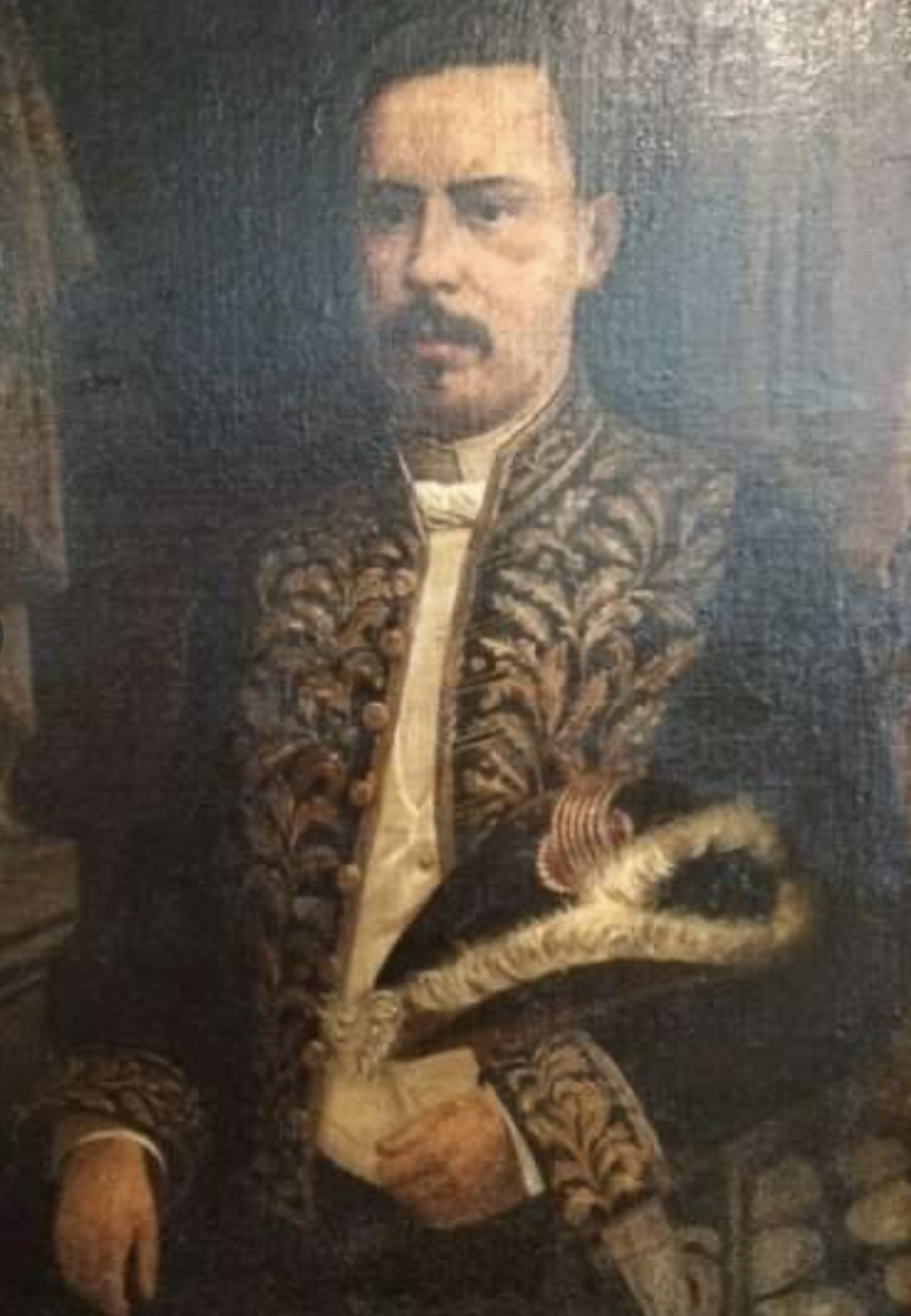
Presidente de El Salvador, Dr Rafael Zaldívar

En el 7 de marzo, el presidente de El Salvador, Rafael Zaldívar, excitó la apertura de sesiones extraordinarias del Congreso.
En el 14 de marzo, se instalaron las Cámaras de Diputados y Senadores y en seguida fue instalada legalmente la Asamblea General de la República y abrieron sus sesiones. Contra todas las previsiones de Barrios, el presidente de El Salvador emitió un manifiesto en el que se rechazan los planes de Barrios, sin embargo, sometió el decreto de Barrios a la consideración de los representantes. Las cámaras decretaron el rechazo del decreto de Barrios, se autorizó omnímodamente al Presidente para defender al país, se declararon traidores a la patria a todos los salvadoreños que acepten o ayuden al gobierno guatemalteco y se declaró en estado de sitio la república entera. Además de esto, se declaró traidor a la patria al general Francisco Menéndez por apoyar a Barrios. Después de la sesión, el presidente dirigió un manifiesto a los salvadoreños que concluye:

Salvadoreños: permaneced unidos  y preparaos para no consentir que la planta de los traidores huelle el suelo de la patria, mostrando así que sabéis conservar incólumes vuestra independencia y libertad.
Rafael Zaldívar

##### Estados Unidos de América
El 17 de marzo, el Senado de los Estados Unidos indicó que una invasión a Nicaragua o a Costa Rica sería percibida por los Estados Unidos como un acto de enemistad y de intervención hostil. El Gobierno de los Estados Unidos también despachó cinco barcos de guerra a las costas caribeñas centroamericanas, excusando tener el objeto de proteger a sus ciudadanos y sus propiedades.

#### Declaración de guerra a Guatemala
El 22 de marzo de 1885, Costa Rica, El Salvador y Nicaragua firmaron en la ciudad salvadoreña de Santa Ana un convenio de alianza militar para oponerse a los planes del Presidente guatemalteco. Los países suscriptores del tratado de Santa Ana acreditaron conjuntamente como Ministro plenipotenciario en la capital mexicana al licenciado Ricardo Jiménez Oreamuno, quien inició negociaciones para concertar una alianza entre esos tres países y México. Los tres países buscaron el apoyo de México, que en ese entonces era gobernado por Porfirio Díaz, que no dudó en rechazar el plan de Barrios. Díaz movilizó 30,000 hombres en la frontera con Guatemala para desde ahí comenzar una invasión general que acabara rápidamente con el conflicto. Ante esta situación, el gobierno estadounidense envió efectivos a la frontera con México por lo que Díaz preparó a las tropas en caso de cualquier eventual ataque. Además, Nicaragua movilizó sus tropas hacia la frontera con Honduras, donde se les unieron 2000 soldados del ejército de Costa Rica.

## La guerra
Para poner en práctica sus planes, Barrios invadió El Salvador el 30 de marzo de 1885. En el primer enfrentamiento, que tuvo lugar a orillas del río fronterizo Coco, triunfaron los guatemaltecos, y el 31 de marzo el gobierno de Guatemala anunció al cuerpo diplomático que tropas salvadoreñas habían entrado en el país y que había decidido repeler la "invasión". Ese mismo día, las tropas guatemaltecas derrotaron otra vez a las salvadoreñas en San Lorenzo. Sin embargo, el gobierno salvadoreño anunció que su ejército había vencido tanto en el Coco como en San Lorenzo. El Salvador tenía la gran ventaja de controlar la comunicación cablegráfica entre Guatemala y el resto del mundo, y esto le permitía desvirtuar cualquier comunicación del gobierno de Barrios.
Mientras tanto, las tropas de Costa Rica y Nicaragua se aprestaban a enfrentarse con las de Honduras en la región fronteriza entre este país y Nicaragua.
El 30 de marzo de 1885, La plaza San Lorenzo fue atacada por fuerzas guatemaltecas a las 10 de la noche, siendo estas rechazadas. Al siguiente día, a las 5 de la mañana, atacaron de nuevo. El General Monterrosa rechazo a los guatemaltecos hasta el otro lado del río Chalchuapa hasta que después de nueve horas de combate, los guatemaltecos se retiraron.
El 2 de abril de 1885 las tropas de Guatemala y El Salvador se enfrentaron nuevamente en las vecindades de la población salvadoreña de Chalchuapa y se produjo una cruenta batalla, en la cual perecieron Justo Rufino Barrios y Adolfo V. Hall.

### Fin de la guerra
La noticia de la muerte de Barrios causó un inmenso desaliento en Guatemala, y el 3 de abril la Asamblea derogó el decreto de unión centroamericana.

## Consecuencias

### Tratados de paz
El gobierno de Honduras manifestó inmediatamente intenciones de paz, justo cuando sus tropas se iban a enfrentar con las de los aliados y México no llegó a la necesidad de invadir Guatemala. El 11 de abril, Honduras y Nicaragua concertaron un acuerdo de paz en Namasigüe, y el 14 del mismo mes, por iniciativa del cuerpo diplomático, el gobierno de El Salvador, en nombre de los aliados de Santa Ana, firmó un convenio de paz con Guatemala, que posteriormente fue aprobado por Costa Rica y Nicaragua.
Una semana después del armisticio, el presidente salvadoreño Zaldívar invitó a los demás gobiernos centroamericanos a enviar delegados para celebrar en Santa Tecla, El Salvador, el 15 de mayo, una conferencia unionista. La iniciativa fue acogida por Honduras, pero Costa Rica, Guatemala y Nicaragua declinaron la invitación y la reunión no se celebró.